# De grote Zwaen
De grote Zwaen is een Nederlandse film uit 2015, die in opdracht van BNN is gemaakt in het kader van de serie Telefilm. De film had zijn bioscooppremière op 30 september 2015 en werd voor het eerst op televisie vertoond op 15 mei 2016. Regisseur en scenarioschrijver Max Porcelijn maakte eerder Plan C met deels dezelfde hoofdrolspelers.

## Verhaal
Gerard F. Zwaen is een schrijver in echtscheiding en in financiële problemen. Als hij op bezoek gaat bij zijn boekhouder, tevens buurman, vindt hij drie lijken en een tas met geld. Hij besluit een deel van het geld mee te nemen. Dat brengt hem in grote problemen.

## Rolverdeling
- Peter van de Witte als Gerard
- Ton Kas als Leon
- Michiel Romeyn als Clyde
- Anniek Pheifer als Lisa
- Ruben van der Meer als Willem
- René van 't Hof als Kees
- Arnoud Bos als rechercheur Mark
- Pieter Bouwman als Rein
- Horace Cohen als politieagent
- Steef Cuijpers als Edgar
- Raymonde de Kuyper als Hannah
- Lukas Dijkema als Lex
- Eva Duijvestein als Fransien
- Fred Goessens als Hans
- Kees Hulst als Dennis